# Barbus gruveli
Barbus gruveli är en fiskart som beskrevs av Pellegrin, 1911. Barbus gruveli ingår i släktet Barbus och familjen karpfiskar. IUCN kategoriserar arten globalt som sårbar. Inga underarter finns listade.